# Сеїд Мухаммед Різа
Сеїд Мухаммед Риза аль-Киримі (помер у вересні 1756) — кримськотатарський літератор, історик і вчений (улем), який досяг високих посад в Османській імперії, представник стамбульської аристократії. Був головою нащадків Пророка (накибуль-ешраф) в Стамбулі. Народився, судячи з нісби, в родовому селі Сеїд-Елі, яке було розташоване в кримсько-ханських володіннях поблизу оттоманської Кафи. Походив з роду відомого в Криму Шейха ес-Сейида Афіфі Абдуллаха-ефенді, сина Шейха Ібрахіма-ефенді (Татар Шейха), сина Шейха Ак-Мехмеда-ефенді. Останній, згідно з родовими переказами, прибув до Криму з Бухари (перша пол. XVI ст.).

## Творчість
Згадується як поет з тахаллусом Різаі. Однак більше відомий як історик Кримського ханства. На замовлення хана Менґлі II Ґерая написав історичний твір «Ас-саб' ас-саййар фі ахбар-і мулюк-і татар» (Сім планет у звістках про царів татарських), що містить історію правління семи кримських ханів з 1445 до 1737 — з часу хана Менґлі I Ґерая до періоду правління Менґлі II Ґерая (з 871/1466 по 1150/1737 р). Робота була закінчена в 1737 (або 1744) році.
Турецький бібліограф Ахмед Ханіф-заде (який помер після 1766) у своєму творі «Асарі-неу» називає два його трактати повчального характеру: Гірські вітрогради віруючого та Лучевилив благодаті.
Він же пише, що в 1737 році мевляна Ассейід-Мухаммед-Різа-ефенді Ель-Киримі склав «Історію будинку Чингіз». В іншій замітці йдеться, що моллу Шериф Мухаммед-Різа склав збірник Ассеб'у-с-сейяр, в якому розповідається про татар Криму.
Турецький історик Васиф-ефенді присвятив йому некролог, відзначивши його знатне походження і високі чесноти. Він пише, що Риза переклав «Тарихи Газан» (Історію газу), в якій зобразив долі кримських ханів. Під «Тарихи Газан» зазвичай розуміли першу частину відомої праці Джамі-ат-Таваріх Рашид ад-Діна. Неясно, чому про самостійну працю тут говориться, як про переведення.
Літературний стиль книги рясніє довгими періодами, пишними епітетами і витіюватими метафорами, що відповідало естетичним запитам османського палацу тієї епохи, але сильно ускладнює розуміння тексту. Сучасники і фахівці з турецької мови високо цінували літературні достоїнства твору. Автор був широко освіченою людиною, його заслання показують, що він використовував у своїй роботі турецьких авторів побутописців — Нішанджія-паші і На'іма-Челебі, перських авторів Мірхонда, Вассафа, Севендера, арабський географічний трактат Абу-ль-Фіда. З кримських істориків Риза посилається на Хейр-заде, автора «Табелі», Абду-ль-Велі-ефеді, на автора «Збірника пригод» Мас'уда-ефенді, який був радником царевича Шегбаз-Герая, убитого черкесами в 1700 році. Він також повідомляє деякі відомості про Кайсуні-заде Неда Ефенді, астролога і близьку до Сахіб Герая людину, відомого під прізвиськом Реммал-ходжа.
У 1832 році в Казані твір Ризи було видано видним російським сходознавцем професором О. К. Казембеком. (Саид-Мухаммед Риза, Ассеб ос-сейяр, или Семь планет, содержащий историю крымских ханов, Казань, Изд. М. Казембек, 1832). Професор високо цінував літературні достоїнства трактату, але критикував його за те, що автор мало приділив уваги військовим походам кримських ханів і захоплювався внутрішньою історією Криму, проте з часом оцінки змінилися і вже В. Д. Смирнов на противагу цінував саме цей бік трактату. Крім опублікованого, в Росії зберігалися (1887) ще два рукописи трактату: один в Азійському музеї Академії Наук, інший в навчальному відділі Міністерства Закордонних справ.
Ще за життя Сеїда Мухаммеда Ризи значна частина його історичної праці за наказом Арслан Ґерая була перероблена кримським вченим мударрісом Абд ар-Рахман-ефенді на прізвисько Челебі Акай-ефенді з тахаллусом Хурремі, сином Шейха Мухаммеда-ефенді ель-Хальветі на прізвисько Каракаш Мухаммед-ефенді. В ході переробки високий стиль твору Мухаммеда Ризи був спрощений до середнього стилю османсько-турецької мови. Відповідно до термінології того часу мову «фарісі» твору Сеїда Мухаммеда Ризи було перекладено на мову «тюркі». Новий твір з доповненнями з твору «Умде аль-ахбар» Абд ал-Гаффара Киримі і зі спогодів самого автора отримал назву «Історія Челебі Акая»*
Ісмаїл Гаспринський мав рукопис "Історії Челебі Акая' (ймовірно, кінця XVIII століття).